# Rahnsdorf

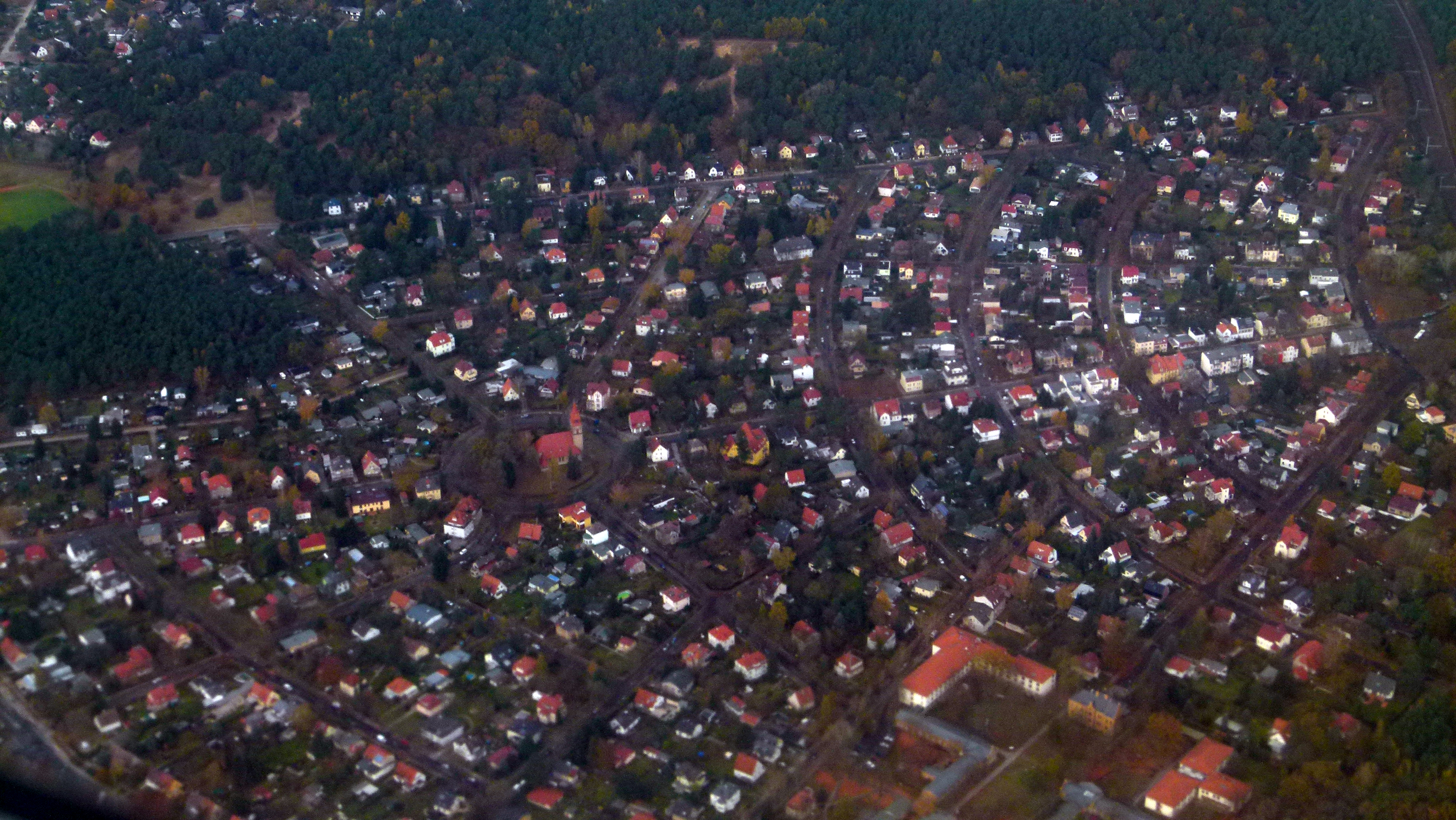
Flygbild över villaområdet Wilhelmshagen

Rahnsdorf, formellt Ortsteil Berlin-Rahnsdorf, är Berlins östligaste stadsdel (Ortsteil). Administrativt tillhör den stadsdelsområdet Treptow-Köpenick. Rahnsdorfs södra del består till större delen av villabebyggelse omkring Sprees norra strand öster om Müggelsee, medan den norra delen av stadsdelen huvudsakligen består av skog. Stadsdelen har 8 959 invånare (2013), på en yta av 21,45 km².